# Gerinchúrosok
A gerinchúrosok (Chordata) a kétoldali szimmetriájú állatok (Bilateria) Újszájúak (Deuterostomia) főtörzsének egyik törzse. Közéjük tartoznak a gerincesek (Vertebrata) altörzse mellett a korábban zsákállatoknak nevezett előgerinchúrosok (Tunicata) és a fejgerinchúrosok (Cephalochordata).

## Származásuk, elterjedésük
A korábbi rendszertanok szerint újszájúak kládja (főtörzse) valószínűleg a neoproterozoikumban vált külön testvércsoportjától, az ősszájúaktól. Ezután a kambrium időszak elején, a bioszféra fejlődésében kambriumi robbanásnak nevezett időszakban különültek el a gerinchúrosok ősei az Ambulacraria kládtól.
A gerinceseket a 20. század végéig önálló törzsnek tekintették, de a legújabb genetikai alapú rendszerek átminősítették őket a gerinchúrosok törzsének altörzsévé. A genetikai bizonyítékok szerint a három altörzs közül először a fejgerinchúrosok különültek el, tehát az előgerinchúrosok és a gerincesek egymás testvércsoportjai (Lőrinczi–Torma). A fejgerinchúrosok altörzse valaha sokkal fajgazdagabb volt, de osztályai, rendjei egy kivétellel kipusztultak a csőszívűek osztályában a lándzsahalak rendje 17 recens fajt számlál.
Újabb – különösen a 2010-es évek végétől megjelent – helyheterogén filogenomikai rendszertanok szerint az újszájúak nem alkotnak kládot, hanem a kétoldali szimmetriájú állatok közös ősének volt jellemzője, és az újszájúak kládja a filogenomikai elemzésekben megjelent rendszeres hiba. Ez alapján az Ambulacraria a Xenacoelomorpha testvérkládja, mellyel együtt a Xenambulacraria kládot alkotja, és két különböző hipotézis van a kétoldali szimmetriájú állatok filogenetikájáról, melyek egyike sincs érdemben bizonyítva, sem cáfolva:
- A Centroneuralia-hipotézis szerint a gerinchúrosok az ősszájúak testvércsoportja, velük alkotva a központosult idegrendszerű állatok kládját. E hipotézist kissé jobban támogatják a 2025-ben rendelkezésre álló genetikai bizonyítékok.
- Az Orthozoa-hipotézis szerint viszont a gerinchúrosok az ősszájúak és a Xenambulacraria Orthozoa nevű közös kládjának a testvércsoportja. E hipotézist kissé kevésbé támogatják a 2025-ben rendelkezésre álló genetikai bizonyítékok.

## Fejlődésük
Az embrionális szakaszban valamennyi gerinchúros állatnak rugalmas gerinchúrja van. A hajlékony, pálca alakú szerv feszességét hólyagszerűen duzzadt sejtek adják. A gerinchúr az állat hátoldalán végighúzódva ad tartást a testnek. A terhesség 2. hónapjában az emberi magzaton is jól felismerhető a gerinchúr. Az előgerinchúrosoknál és a gerinceseknél ez idővel eltűnik; ebből alakul ki a gerincesek csigolyáinak teste, valamint a csigolyaközi porckorongok középső állománya.
Miután petéik fejlődésnek indulnak, a csíra hátoldalán barázdaszerű mélyedés alakul ki a külső csíralemez (ektoderma) hátoldalának betüremkedéséből. Ennek szélei csakhamar csővé nőnek össze. Ez az úgynevezett velőcső hosszában végignyúlik az embrió testén, és ez az idegrendszer kifejlődésének kezdete. Alatta még fejlődés korai szakaszában egy sajátságos nagy sejtekből álló, tömör pálca alakul ki a középső csíralemezből (mezodermából), nagy belső nyomású (nagy turgorú) sejtekkel. Ez a gerinchúr (chorda dorsalis) a test hossztengelyében futó belső támasztóváz legegyszerűbb alakja (Bakonyi et al.). A gerinces állatokban eköré idővel csontgyűrűk épülnek, azokból lesz a gerincoszlop. Az egész csoportot karakteres, közös jellemzőjükről, az egyszerű és rugalmas gerinchúrról nevezték el.
A gerinchúr alatt alakul ki idővel a bélcsatorna, úgyhogy a gerinchúros állatok a hátoldalán van a velőcső és alatta a gerinchúr, a hasoldalon pedig a bélcső. Ezeket az izomkezdemények veszik körül, a belső szerveket pedig a bőr. Izmos farkuk túlnyúlik a végbélnyíláson (poszt-anális).
A belső szervek ilyen elrendeződése föltétlenül jellemző minden fejlődő gerinchúros állatra, bár némelyik kifejlett állat testében egyes vonások már nem lelhetők fel.

### Rendszertani felosztásuk
A gerinchúrosokat testük felépítése alapján három altörzsre tagolják:
- előgerinchúrosok vagy zsákállatok (Urochordata, Prochordata vagy Tunicata),
- fejgerinchúrosok vagy fejetlenek (Cephalochordata vagy Acrania) és
- gerincesek (Vertebrata).

Egyes rendszertanok a gerincesek közül kiemelik a nyálkahalakat (Myxini) és az ingolákat (Petromizontida), hogy a szűkebb értelemben vett gerincesekkel közösen egy Craniata nevű kládba sorolják őket.

## Megjelenésük, felépítésük
Közös ismertetőjelük, hogy bélcsatornájuk elejét a garattájon több hasadék töri át, ezek az úgynevezett kopoltyúrések. Amint a nevük is elárulja, szoros összefüggésben állnak az állat légzésével, mert az állat száján át felvett víz ezeken a réseken áramlik ki, és közben körülmossa a lélegzőszerveket, a kopoltyúkat. A szárazon élő, kopoltyúikat elvesztett taxonok – például a madarak és az emlősök – kopoltyúréseinek már nincs gyakorlati szerepe, de ezek ennek ellenére minden szárazföldi állat fejlődésének korai szakán kialakulnak; később aztán vagy eltűnnek, vagy más feladatok végzésére módosulnak. Ez a fejlődéstörténeti tény a legmeggyőzőbb bizonysága annak, hogy az ebben a csoportban egyesített állatok egymás valódi rokonai. Az elő- és fejgerinchúrosok kitágult, résekkel áttört, a vízben oldott oxigén felvételére alkalmas előbele a kopoltyúbél; ebből származtatják a gerincesek kopoltyúját.

### Előgerinchúrosok
A kb. 1250 fajt magába foglaló altörzs legfontosabb bélyege a lárvakor után is megmaradó gerinchúr. Testük jellegzetes alakját változóan kemény héjuk adja, erről kapták a „zsákállat” nevet. A cellulózhoz hasonló tunicinból álló, egyrétegű héjban vérerek, vérsejtek futnak, így az olyan élő rész, amely együtt nő az állattal. Mivel kiválasztásuk szerve a kopoltyúbél, bélcsatornájuk be- és kivezetése gyakran egymáshoz közel nyílik. Többségük a rajta átáramló vízből szűri ki táplálékát; a víz egyes taxonokba a szájnyíláson, másokba a kopoltyúréseken jut be. Nyílt keringési rendszerük motorja a hasi oldalon található szív. A kifejlett állatok idegrendszerének központja egyetlen idegdúc. Egyes fajok világítanak, mert fénykibocsájtó baktériumokkal élnek szimbiózisban (Bakonyi et al.).

### Fejgerinchúrosok
A csoport képviselői olyan, hal alakú állatok, amelyek gerinchúrja fejlett korukban is megmarad; nem alakul gerincoszloppá. A specializált izomsejtekből felépülő gerinchúr testük hátoldalán húzódik végig; porcaik vagy csontjaik nincsenek. További lényeges különbség, hogy agyuk és izmos szívük sincs. Kopoltyúval lélegeznek. Fejük és végtagjuk nem különült el (koponyátlanok). A testükön végigfutó hártya, az úszószegély segítségével mozognak. Ebben az altörzsben is kialakul a csőidegrendszer és a kopoltyúbél.

### Gerincesek
Az altörzs három legfontosabb közös jellemzője:
(1) a többelemű és többfunkciós, porcos vagy csontos belső váz, amelynek tengelye a gerinchúr helyén kialakuló, csigolyák sorozatából álló gerincoszlop;
(2) a dúcléc sejtek és neurogén plakódok olyan ektodermális eredetű embrionális struktúrák, amelyek fontos szerepet játszanak a fejváz elemek, a pigmentsejtek, a feji érződúcok, a páros érzékszervek stb. kialakításában;
(3) az adaptív (szerzett) immunrendszer, amely az öröklött (természetes) immunrendszer mögött a kórokozók elleni védekezés második vonala (Lőrinczi–Torma).

## Életmódjuk, élőhelyük
Az előgerinchúrosok és a fejgerinchúrosok tengeri állatok, előbbiek ráadásul egytől egyig szesszilis (helyben ülő) életet élnek.
Az előgerinchúrosok két nagy csoportja:
- a többnyire hímnős, de ivartalanul (bimbózással) is szaporodó aszcídiák és
- a csak ivarosan szaporodó, de többnyire ugyancsak hímnős farkos zsákállatok.

A fejgerinchúrosok felnőtt korukban többnyire ugyancsak helytülők, de úszószegélyükkel mindkét irányban jól tudnak úszni. A hasoldali szájukon beáramló vizet átszűrik és a kopoltyúréseken ürítik ki. Kivétel nélkül váltivarúak; külső megtermékenyítéssel szaporodnak.
A gerincesek közt sok a rendkívül alkalmazkodóképes faj, aminek eredményeként a Föld gyakorlatilag valamennyi élőhelyén megtalálhatók.